# Perdita xanthisma
Perdita xanthisma är en biart som beskrevs av Cockerell 1905. Perdita xanthisma ingår i släktet Perdita och familjen grävbin. Inga underarter finns listade i Catalogue of Life.